# یمنس
یمنس (به لاتین: Gjemnes) یک شهرستان نروژ در نروژ است که در مور او رومسدال واقع شده‌است.

## خصوصیات
یمنس ۳۸۱٫۹۹ کیلومترمربع مساحت و ۲٬۵۵۷ نفر جمعیت دارد.